# W tajnej służbie Jej Królewskiej Mości (powieść)
W tajnej służbie Jej Królewskiej Mości – powieść Iana Fleminga o przygodach agenta 007 czyli Jamesa Bonda. Napisana w 1963 roku, jest dziesiątą z kolei powieścią o Bondzie. Stanowi też drugą część tzw. trylogii Blofelda. Wrogiem numer 1 Jamesa Bonda jest tutaj po raz kolejny Ernst Stavro Blofeld, szef organizacji SPECTRE

## Fabuła
W tej powieści Bond ma ścigać Ernsta Stavro Blofelda, szefa organizacji WIDMO, którą rozbito w powieści: Operacja Piorun. Bond podejrzewa, że Blofeld nie żyje, ale jego szef M ma co do tego inne zdanie. Bond prosi o urlop w poszukiwaniach, jedzie do Casino Royal. Nawiązuje znajomość z piękną Tracy. Ratuje ją przed długami pożyczając jej pieniądze podczas gry w pokera, ona zaś idzie z nim do łóżka. 
Następnego dnia Tracy chce się utopić w morzu, Bond jednak śledzi ją na plaży i ratuje w ostatniej chwili. Oboje trafiają na pokład statku ojca Tracy, szefa korsykańskiego gangu. Ojciec Tracy prosi go o to, by wyleczył jego córkę z depresji, a nawet ożenił się z nią. Tracy bowiem niedawno była zamężna i urodziła córkę, która jednak umarła, zaś jej mąż porzucił ją. Ojciec Tracy załatwił córce rozwód i teraz jego ludzie pilnują ją, by przypadkiem się nie zabiła. Bond z początku nie jest chętny do tego, ale potem daje się jakoś przekonać. Prosi ojca swej przyszłej żony o pomoc w znalezieniu Blofelda. Jak się okazuje trafił w dziesiątkę - szef korsykańskiego gangu ma bowiem na pieńku z Blofeldem, który podkradł mu kilku ludzi. Z łatwością wskazuje mu miejsce ukrycia szefa organizacji.  
Bond spędza kilka dni z Tracy i czuje, że coraz bardziej ją kocha. Wkrótce dowiaduje się, że Blofeld chce sfałszować swe drzewo genealogiczne, by mieć prawa do tytułu hrabiowskiego. Bond idzie do Czarnego Bazyliszka, pracującego w organizacji genealogicznej, który obiecuje mu pomóc. Wysyła Bonda jako sir Hilarego Laxtera, swego pracownika, by ten sfałszował Blofeldowi owo drzewo. Bond jako sir Hilary jedzie do Szwajcarii, gdzie w wysokich Alpach ukrywa się Blofeld. Obecnie prowadzi on sanatorium, gdzie leczy młode kobiety z różnych przypadłości (jak np. wstręt do kurczaków). W sanatorium jest pełno dziewczyn z porządnych rodzin, Bond jako sir Hilary zdobywa sobie u ich sympatię. Wkrótce spotyka się oko w oko z samym Blofeldem. Gra przed nim świetnie swoją rolę, zajmuje się poszukiwania korzeni Blofelda i uzasadnienia do tytułu hrabiowskiego. Bond obserwuje wszystkich pracowników Blofelda, szczególnie Irminę Bunt, tzw. prawą rękę Blofelda. Jeden z ludzi Blofelda zostaje zabity poprzez upozorowanie wypadku na torze bobslejowym - za to, że chciał zaciągnąć do łóżka jedną z dziewczyn.
Młode pacjentki zauroczone sir Hilarym proszą go tłumnie, by zbadał też ich pochodzenie, czy nie mają krewnych arystokratów - jedna z panien idzie z Bondem do łóżka i zdradza mu tajemnice leczenia Blofelda - hipnozę. Bond osobiście przysłuchuje się raz owej hipnozie, nie widzi w niej jednak nic złego. 
Bond pracuje nad drzewem genealogicznym dla Blofelda, ale przez przypadek jego tożsamość zostaje wydana. Ludzie Blofelda złapali bowiem jednego z agentów Social Sentre. Ciężko pobity agent widzi Bonda i zwraca się do niego po imieniu i powołuje się na przyjaźń z nim, Bond jednak dla własnego dobra musi się wyprzeć tej znajomości. Agent poniewczasie zrozumiał, jak wielki błąd popełnił, ale jest już za późno. Blofeld nabiera powoli podejrzeń. Bond pisze list atramentem sympatycznym (użył do tego swojego moczu) do M, po czym ucieka z siedziby Blofelda. Ścigany przez ludzi swego wroga zabija kilku z nich, wreszcie chowa się wśród gości na balu maskowym, gdzie spotyka Tracy. Wraz z dziewczyną uciekają samochodem przez ludźmi Blofelda. 
Bond wkrótce kontaktuje się z M w sprawie Blofelda, oboje dochodzą do wniosku, co kombinuje szef WIDMO. Okazuje się, że za sprawą tej hipnozy dziewczyny mają zostać przekonane, by dosypywać kurczakom, indykom itp. zwierzętom różne lekarstwa, które jednak wybiją te zwierzęta co do jednego. Śmierć indyków, kurczaków i krów spowoduje załamanie się gospodarki Wielkiej Brytanii. M zatrzymuje więc kurowane dziewczyny na granicy. 
Tymczasem Bond wraz z ojcem Tracy i jego ludźmi postanawiają ostatecznie wykończyć Blofelda. Lecą helikopterem do jego bazy podając się za Czerwony Krzyż. Dochodzi do walki. Ludzie Blofelda giną, ale on sam ucieka na nartach. Bond ściga go, lecz Blofeld wypuszcza bombę i powoduje lawinę, co pozwala mu zbiec.  
Bond i Tracy postanawiają się pobrać. Spędzają w hotelu upojną „noc przedślubną”, ojciec Tracy chce udzielić im polisy ubezpieczeniowej na przyszłe życie, ale Bond nie zgadza się na to. Zakochani biorą ślub i zaraz po ceremonii jadą samochodem w podróż poślubną. Niestety, kiedy stanęli na postoju, w celu zdemontowania kwiatów z samochodu, nadjechał srebrny Mercedes-Benz 600 prowadzony osobiście przez Blofelda. Jego asystentka ostrzeliwuje Astona Martina Vantage V8 Bonda, któremu mimo wszystko udaje się wyjść bez jakichkolwiek obrażeń z zamachu. Po wejściu z powrotem do swojego auta zauważa, że Tracy została raniona pojedynczym strzałem z karabinu maszynowego Thompson i zmarła.  

## Wydania polskie
- 1994, wyd. Alma-press, przekł. Robert Stiller
- 2008, wyd. PW Rzeczpospolita, przekł. Robert Stiller